# Progil
Progil (Produits Chimiques Gillet) est une société française, créée en 1918 pour regrouper l'activité chimique du Groupe Gillet. Elle devient la société Rhône-Progil en 1972, puis Rhône-Poulenc en 1975.

## Sources
- Alain Espaze, La fusion "Rhône-Poulenc"-"Progil", 1971
- Pierre Cayez, Une explosion du capitalisme urbain, la naissance de la société Progil (1918- 1925), 1977
- Jean-Marie Michel, RVA-Progil. Le Groupe Gillet
- Jean-Marie Michel, Rhône-Poulenc (SCUR - SUCRP)
- François Duchêne, Industrialisation et territoire : Rhône-Poulenc et la construction sociale de l’agglomération roussillonnaise, 2002
- Pierre Cayez, Rhône-Poulenc, 1895-1975 : contribution à l'étude d'un groupe industriel, 1988
- Hervé Joly, Danièle Fraboulet, Patrick Fridenson, Alain Chatriot, Dictionnaire historique des patrons francais
- patronsdefrance.fr